# Lopadea Nouă
Lopadea Nouă é uma comuna romena localizada no distrito de Alba, na região histórica da Transilvânia. A comuna possui uma área de 70.76 km² e sua população era de 2909 habitantes segundo o censo de 2007.